# Широковский сельский совет (Васильевский район)
Широковский сельский совет (укр. Широківська сільська рада) — входит в состав
Васильевского района
Запорожской области
Украины.
Административный центр сельского совета находится в 
с. Широкое.

## История
- 1958 — дата образования.

## Населённые пункты совета
- с. Широкое
- с. Грозовое
- с. Долинка
- с. Коновалова
- с. Переможное
- с. Терноватое